# Godofredo II da Bretanha
Godofredo ou Godofredo II Plantageneta (23 de setembro de 1158 – 19 de agosto de 1186) foi Duque da Bretanha entre 1181 e 1186, através do seu casamento com Constança, a herdeira do ducado. Godofredo era o quarto filho de Henrique II de Inglaterra e de Leonor, Duquesa da Aquitânia. De Constança, Godofredo teve dois filhos: Artur e Leonor da Bretanha.
Tal como os seus outros irmãos e a mãe, Godofredo revoltou-se contra o pai o que lhe custou alguns dos seus privilégios. A sua curta governação da Bretanha não teve consequências políticas. Ele morreu subitamente em Paris, na sequência de um acidente de cavalo durante um torneio.
Em 1183, Godofredo tornou-se no herdeiro do irmão Ricardo, na altura ainda solteiro, depois da morte de Henrique o Jovem, o irmão mais velho de ambos. A sua morte prematura abriu o caminho para a coroa de Inglaterra a João Sem Terra, o filho mais novo de Henrique II.

## Filhos
- Leonor da Bretanha (1184 - 1241), também conhecida como Donzela da Bretanha, com a morte de seu irmão ela se tornou a herdeira da Bretanha e uma potencial herdeira do trono inglês, o que levou o rei João de Inglaterra a mantê-la presa em diversos castelos durante a maior parte de sua vida.
- Matilde da Bretanha (1185 - antes de maio de 1189)
- Artur I, Duque da Bretanha (1187 - 1203), era o filho póstumo de Godofredo. Ricardo I de Inglaterra o declarou seu herdeiro já que ele não tinha filhos, mas após a morte do rei, seu irmão João de Inglaterra tomou o trono, e capturou o jovem que foi mantido prisioneiro no Castelo de Rouen até seu desaparecimento, tendo havido rumores de que o próprio João o matou.